# Desa Karangtengah (administrativ by i Indonesien, Jawa Tengah, lat -7,36, long 109,12)
Desa Karangtengah är en administrativ by i Indonesien.   Den ligger i provinsen Jawa Tengah, i den västra delen av landet, 280 km sydost om huvudstaden Jakarta.